# José Delgado Prieto
José Delgado Prieto (Aroche, 12 de julio de 1891-Madrid, 27 de abril de 1940) fue un político y sindicalista español.

## Biografía
Nació en la localidad onubense de Aroche el 12 de julio de 1891. Representante comercial de profesión, desde 1920 fue miembro de la Unión General de Trabajadores (UGT) y posteriormente, desde 1930, se afiliaría al Partido Socialista Obrero Español (PSOE); estuvo adscrito a la Agrupación Socialista de Madrid.
Tras el estallido de la guerra civil el partido le designó como representante en el Comité Provincial de Investigación Pública (CPIP). Posteriormente sería destinado a la comisaría de policía de Chamberí, en la cual ejercería labores de supervisión. En abril de 1937 se incorporó al Ejército Popular de la República, fungiendo como comisario político de la 112.ª Brigada Mixta y de la 2.ª División. Al final de la guerra intentó huir al extranjero, pero fue capturado por los franquistas en el puerto de Alicante.
Juzgado junto a otros miembros de la «Checa de Bellas Artes/Fomento», fue condenado a muerte y fusilado el 27 de abril de 1940 en el Cementerio del Este.